# قرار مجلس الأمن التابع للأمم المتحدة رقم 278
قرار مجلس الأمن التابع للأمم المتحدة 278 الذي اتخذ بالإجماع في 11 مايو 1970 بعد تصريحات من ممثلي إيران والمملكة المتحدة وافق المجلس على تقرير الممثل الشخصي للأمين العام ورحب بالنتيجة التي مفادها «الأغلبية الساحقة من شعب البحرين ترغب في الحصول على الاعتراف بهويتهم في دولة مستقلة وذات سيادة كاملة حرة في أن تقرر لنفسها علاقاتها مع الدول الأخرى».
بعد الحرب العالمية الثانية أصبحت البحرين مركزا للإدارة البريطانية في الخليج العربي. في عام 1968 عندما أعلنت الحكومة البريطانية عن قرارها بإنهاء علاقات المعاهدة مع المشيخات الخليجية انضمت البحرين مع قطر وإمارات الساحل المتصالح السبع (التي تشكل الآن دولة الإمارات العربية المتحدة) تحت الحماية البريطانية في محاولة لتشكيل اتحاد الإمارات العربية. بحلول منتصف 1971 فإن التسع المشيخات لم تتوافق على شروط الاتحاد. وفقا لذلك سعت البحرين إلى استقلالها ككيان منفصل في 15 أغسطس 1971 وأصبحت مستقلة رسميا باسم دولة البحرين يوم 16 ديسمبر 1971.